# Psammechinus microtuberculatus
Oursin vert
Espèce
Synonymes
- Psammechinus pulchellus (L. Agassiz, 1841)[1]

Psammechinus microtuberculatus, communément appelé l'Oursin vert, est une espèce d'oursins de la famille des Parechinidae.

## Description
C'est un petit oursin régulier (diamètre 4 cm maximum), aplati sur les pôles oral et aboral. La coloration générale est pâle, souvent blanchâtre, brunâtre ou verdâtre avec des éléments verts ou roses. Les piquants (« radioles ») mesurent 1,5 cm de long au maximum, et sont généralement verdâtre clair (surtout vers la pointe). Cet oursin possède des pédicellaires en forme de « pince à sucre » (à trois mors) et de longs podia puissants et très visibles, qui lui permettent de s'accrocher fermement aux substrats difficiles (d'où son autre surnom d'oursin grimpeur).

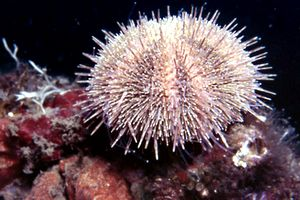
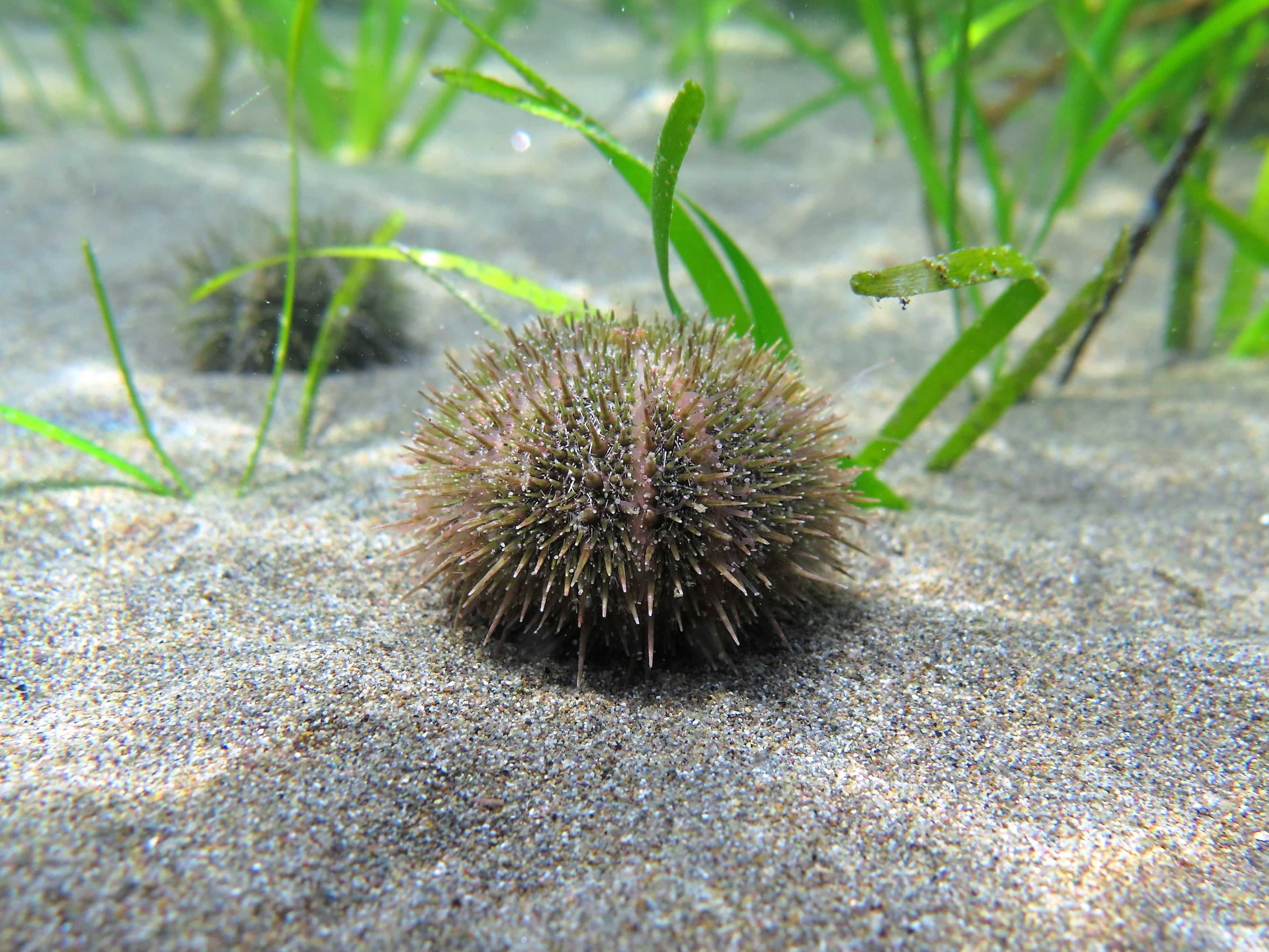
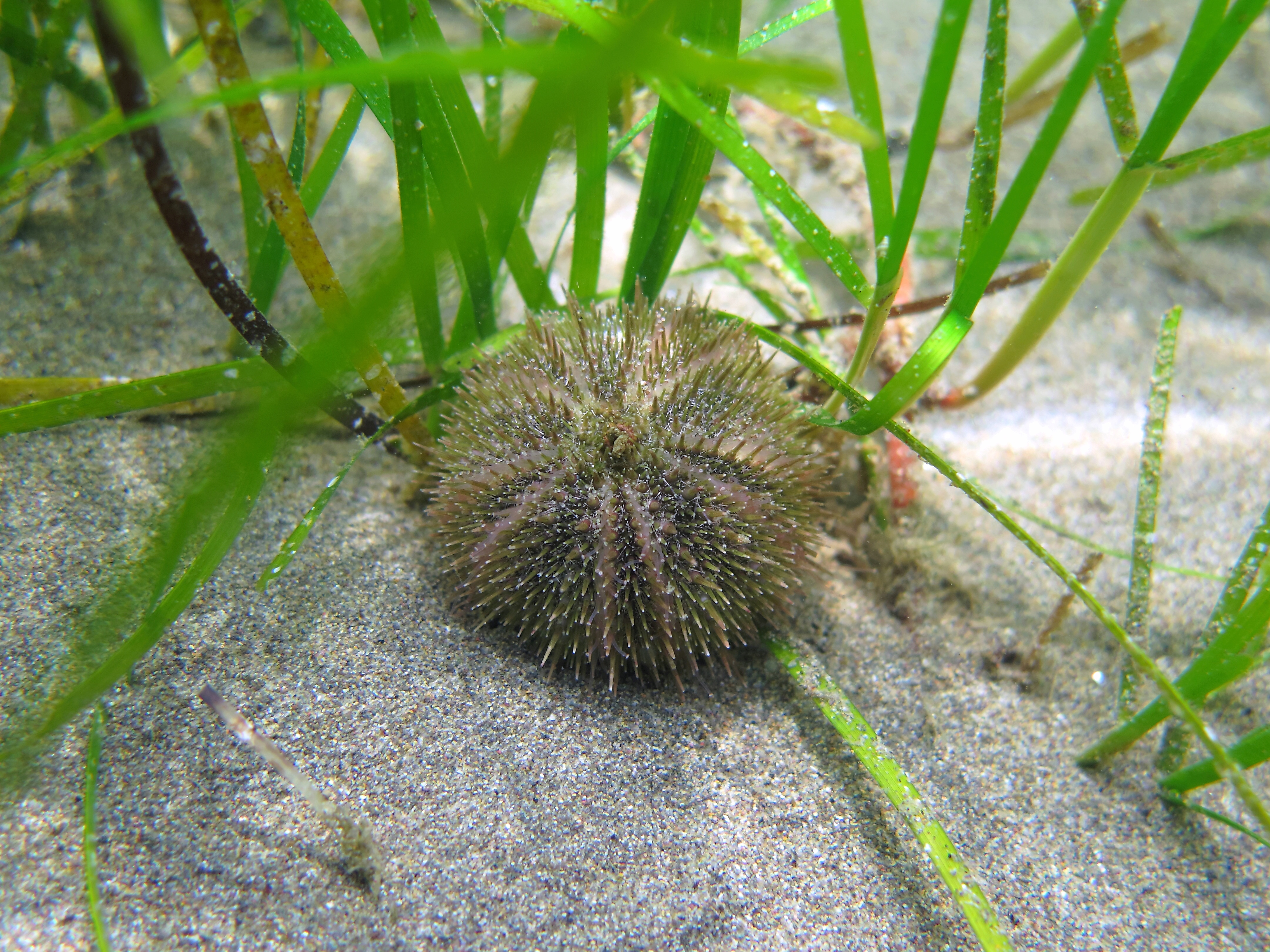
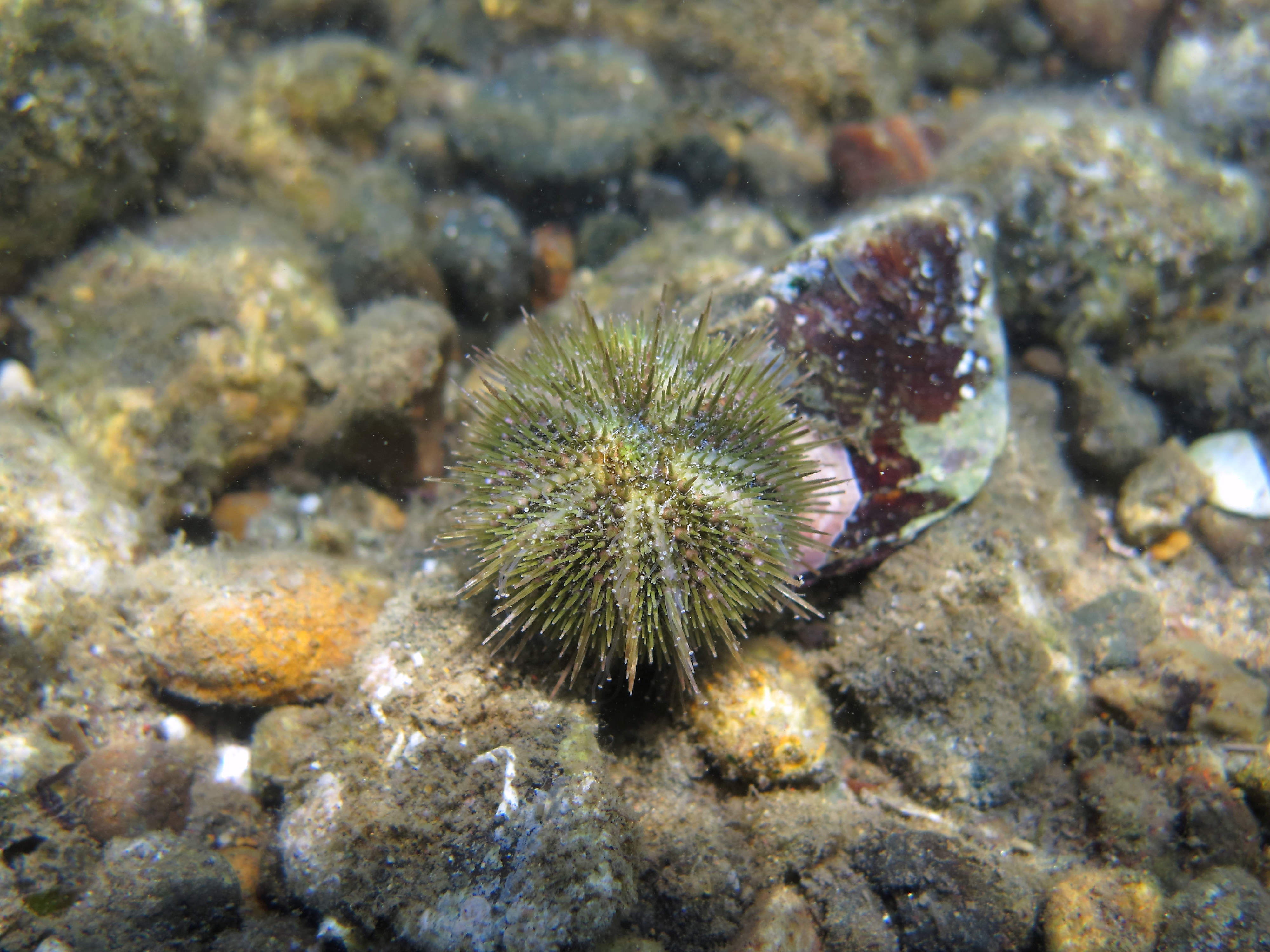

## Habitat et répartition
Cet oursin vit principalement en Méditerranée et marginalement dans l'océan Atlantique, du Maroc à la Galice. Plus au nord de l'Atlantique, il est remplacé par son proche cousin Psammechinus miliaris (certaines phylogénies n'en font qu'une sous-espèce).
L'oursin vert se rencontre sur les substrats rocheux et les herbiers (avec une forte affinité pour les posidonies), mais aussi dans les lagunes ; il n'apprécie pas les substrats trop mous (sable, vase). C'est une espèce sciaphile, qui vit dissimulée pendant la journée (dans des anfractuosités, des cavités ou sous des objets). On le trouve de la surface à 100 m de profondeur.

## Écologie et comportement
C'est une espèce omnivore, qui se nourrit aussi bien d'algues que de détritus, de charognes, ou d'invertébrés plus lents que lui.
La reproduction est gonochorique, et mâles et femelles relâchent leurs gamètes en même temps au printemps grâce à un signal phéromonal, en pleine eau, où œufs puis larves (« pluteus ») vont évoluer parmi le plancton pendant quelques semaines avant de se fixer.

## L'oursin vert et l'homme
Comme la plupart les oursins, l'oursin vert est souvent responsable de vives douleurs quand un baigneur marche dessus par inadvertance : ses épines ont tendance à se casser dans la plaie, ce qui les rend presque impossibles à enlever entièrement. Heureusement, cet oursin est petit et n'est pas venimeux, il ne présente donc pas de grand danger si la plaie est correctement désinfectée : le corps dissoudra les morceaux de silice en quelques semaines. Par ailleurs, cet oursin est beaucoup plus rare que l'oursin noir ou l'oursin violet sur les lieux de baignade, et occasionne donc moins de rencontres désagréables.
Apprécié pour ses qualités gustatives, le minuscule appareil reproducteur de cet oursin (appelé « corail » en raison de sa couleur) est comestible et consommé en « oursinade » sur une partie du bassin méditerranéen, mais sa consommation demeure marginale à côté de celle de l'oursin violet.

### Origine du nom
Cet oursin est couramment appelé « oursin vert » en raison de sa couleur (ce qui prête à confusion avec plusieurs autres espèces), mais aussi parfois « oursin grimpeur » du fait de ses qualités d'escaladeur, même si ce qualificatif doit théoriquement être réservé à son jumeau Psammechinus miliaris.
Son nom scientifique vient du grec psammos (sable) et echinos (hérisson, oursin), et du latin microtuberculatus, relatif à ses petits tubercules.
Dans les autres langues, il est appelé (little) Green sea-urchin (en), Riccio verde, (piccolo) riccio di mare, (piccolo) riccio di prateria (it), Ericillo de mar verde (es), Kletterseeigel des Mittelmeeres (de) et Groene zeeëgel (nl).